# Nadagara pulchrilineata
Nadagara pulchrilineata là một loài bướm đêm trong họ Geometridae.